# Technique d'un meurtre
Pour plus de détails, voir Fiche technique et Distribution.
Technique d'un meurtre (Tecnica di un omicidio) est un film italien réalisé par Francesco Prosperi, sorti en 1966.

## Fiche technique
- Titre original : Tecnica di un omicidio
- Titre français : Technique d'un meurtre
- Réalisation : Francesco Prosperi
- Scénario : Francesco Prosperi
- Photographie : Erico Menczer
- Montage : Mario Serandrei
- Musique : Robby Poitevin
- Pays d'origine : Italie
- Format : Couleurs - 2,35:1 - Mono
- Genre : thriller
- Durée : 100 minutes
- Date de sortie : 1966

## Distribution
- Robert Webber (VF : René Arrieu) : Clint Harris
- Franco Nero (VF : Serge Lhorca) : Tony Lo Bello
- José Luis de Vilallonga (VF : Roger Tréville) : Dr George Goldstein / Frank Secchy
- Cec Linder (VF : Serge Nadaud) : Gastel
- Theodora Bergery (VF : Claire Guibert) : Lucy
- Earl Hammond (VF : Jean Claudio) : Frank Harris
- John Hawkwood (VF : Fernand Fabre) : Andrea Ferri, le directeur de l'American Club
- Michel Bardinet : Barry
- Jeanne Valérie : Mary
- Giovanni Cianfriglia  (non crédité)
- Valentino Macchi (non crédité)
- Jacques Stany (VF : Jacques Ferrière) : l'instructeur du stand de tir (non crédité)
- Kitty Swan (non créditée)